# 官學
官学是古代中国及周边地区如朝鲜、越南、日本、琉球等国的官府举办的学校。与私人举办的书院、私塾相对。中国历代官学以儒学教育为主，亦有医学或特色教育:83。
朝廷直接举办的官学为中央官学，如国学、太学、四门学、国子监、成均馆等。按行政区划在地方举办的官学为地方官学，如各地郡学、府学、县学等。官学常常与孔庙设于一处，合为“庙学”，如北京的孔庙和国子监。

## 中国地方官学
汉代至民国，中国地方行政中，通常维持二级、三级行政区划体系。县通常是二级、三级行政区，亦是最基层的行政区。明清地方官学依明、清的行政区划可分为府学、州学、县学。

### 历史演变
中国历代中央政府一般允许地方政府举办官学，但在宋以前，地方官学一般没有固定的教育经费。北宋仁宗时，创设学田制度。金朝时，沿袭宋代的学田制度。泰和元年（1201年），“更定赡学养士法”，规定：“生员给民佃官田人六十亩，岁支粟三十石。国子生人百八亩。岁给以所入，官为掌其数”。现代研究者指出这项措施刺激了地方官学的发展。而在此前的大定二十九年（1189年）时，已设立府学二十四处、节镇学三十九处，防御州学二十一处。金朝政府亦要求刺史州（二级行政区）普遍设立官学。州之下的县学，则多由本地官吏主持、富豪捐资设立。由于历史久远，金朝县学的具体数目已无法统计:84—85